# Pitcairnia atrorubens
Pitcairnia atrorubens là một loài trong chi Pitcairnia. Nó có nguồn gốc tại Costa Rica, Panama, Honduras, Guatemala, Colombia, và miền tây Mexico tại nơi xa về hướng bắc như Nayarit.